# Battaglia di Tarutino
La battaglia di Tarùtino (in russo Тарутинo?) fu combattuta nel corso della campagna di Russia di Napoleone, precisamente il 18 ottobre 1812, tra le forze franco-napoletane di Gioacchino Murat e le truppe russe di Kutuzov. I russi, comandati da Benningsen, inflissero una sconfitta ai francesi.
La battaglia è spesso definita anche "battaglia di Vinkovo" o "battaglia di Černišnja", dal locale fiume. Alcuni storici ritengono che la seconda denominazione sia più appropriata in quanto il villaggio di Tarùtino si trovava ad 8 km dallo svolgersi degli eventi.

## Antefatti
Dopo la sanguinosa battaglia di Borodino, il generale Kutuzov si rese conto che un ulteriore scontro campale contro i francesi avrebbe causato la totale disgregazione del proprio esercito.
Ordinò quindi al suo esercito di ritirarsi, conducendolo nella zona a sud di Mosca, sufficientemente lontano dai francesi da non affrontarli in battaglia, abbastanza vicino da poterli tenere sotto stretta osservazione. Inizialmente, il percorso scelto portava a sud-est, verso Rjazan, ma una volta attraversata la Moscova, decise di prendere la strada che portava a sud-ovest, in direzione di Kaluga. Il suo esercito si accampò nei pressi di Tarùtino, non molto distante dalla città di Kaluga.
Alcune unità di cosacchi continuarono a muoversi lungo la strada di Rjazan, nel tentativo di confondere le truppe francesi di Murat, alla ricerca dell'esatta posizione di Kutuzov e del suo esercito. Una volta capito l'inganno, Murat decise di non ritirarsi, piuttosto, si accampò anch'egli nei pressi di Tarutino, per osservare i russi. Nel frattempo, Napoleone giungeva ed occupava la città di Mosca.

## La battaglia
Il 18 ottobre Kutuzov ordinò a Benningsen e a Miloradovich di attaccare Murat, attraversando la foresta nel cuore della notte. Le forze di Benningsen consistevano di tre divisioni, una affidata a Denisov una a von Baggehufwudt e l'ultima a Osterman-Tolstoy. La colonna di Miloradovich avrebbe dovuto avere un ruolo di supporto. L'oscurità della notte causò non pochi problemi ai russi, che per la maggior parte si smarrirono all'interno della foresta: il mattino seguente, solo le forze dei cosacchi di Denisov erano pronte per attaccare il corpo d'armata di Murat.

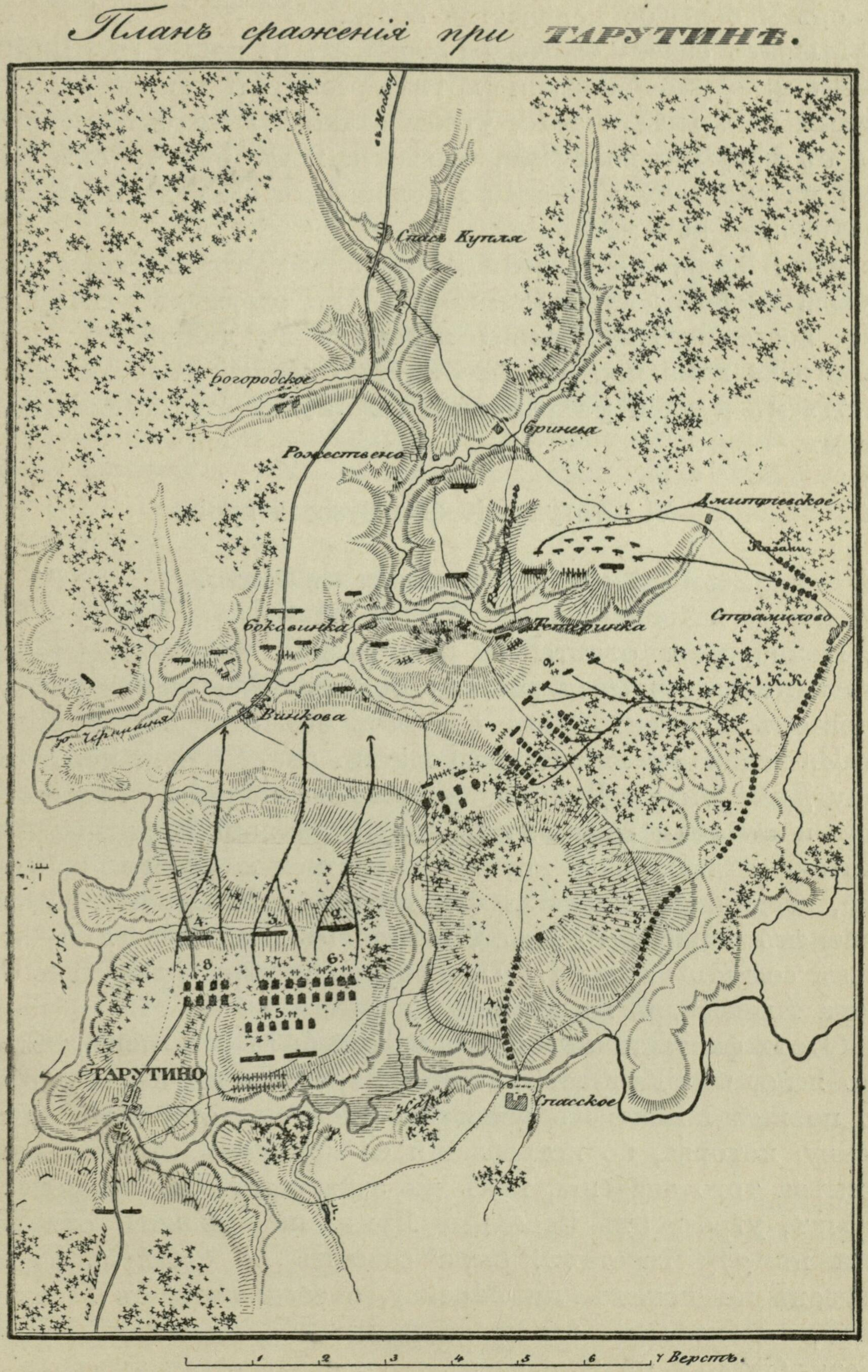
Schema della battaglia di Tarutino

Giunta la mattina, gli uomini di Denisov attaccarono i francesi e riuscirono a catturare il loro campo, con tanto di cannoni caricati sui trasporti. A causa del forte ritardo dei reparti dispersi tra le foreste, i francesi ebbero il tempo di riorganizzarsi: una volta che questi emergevano dalla foresta, venivano immediatamente bersagliati, subendo varie perdite. Notando che i russi stavano per circondare il suo esercito, Murat diede l'ordine di ritirata: radunò i propri reparti, ripristinando l'ordine, e guidò personalmente l'attacco contro i russi che tentavano l'inseguimento.
Kutuzov, dopo aver interrogato alcuni prigionieri francesi, i quali affermavano che un numeroso contingente dell'esercito di Napoleone era in arrivo, decise di non dare l'ordine di inseguire il nemico. Tale notizia si rivelò priva di fondamento.

## Conseguenze
I francesi persero oltre 4 500 uomini (tra cui due generali) tra morti, dispersi e feriti oltre a 12 cannoni e 30 vagoni di bagagli. I russi invece avevano perso il generale von Baggehufwudt ed altri 500 uomini circa. Tra i feriti ed i dispersi, circa 1000, vi era lo stesso Benningsen, colpito ad una gamba.
Un peculiare commento sull'esito della battaglia è stata mossa da Lev Tolstoj nel suo capolavoro Guerra e Pace: sebbene nessuno degli obiettivi della battaglia sia stato pienamente raggiunto dai russi, la vittoria di Tarùtino fu sufficiente a spronare il loro morale e a mostrare le debolezze dell'esercito francese, accelerando la loro partenza da Mosca.
Il giorno seguente, l'esercito francese partirà da Mosca in direzione di Kaluga, incontrando l'esercito russo a Malojaroslavec. La notizia della sconfitta di Murat era giunta a Napoleone, ma non sappiamo con certezza se questo abbia influito nella sua decisione di abbandonare la città.